# Kelly Petillo
Cavino Michele "Kelly" Petillo (Philadelphia, Pennsylvania, 1903. december 5. – Los Angeles, Kalifornia, 1970. július 30.) amerikai autóversenyző, az 1935-ös Indianapolisi 500 mérföldes autóverseny győztese.

## Fiatalkora
Olasz emigránsok gyermekeként született a Pennsylvania állambeli Philadelphiában. Családja később a nyugati partra, Los Angelesbe költözött, ahol egy vegyeskereskedésből élt. Cavino itt kapta később használt becenevét, miután tanárainak gondot okozott középső nevének kiejtése. A Michele helyett "Me Kelly"-nek nevezték, s a név olyannyira rajta ragadt, hogy idővel hivatalos irataiban is ezen a néven szerepelt.
Diákként sokat dolgozott családja üzletében, ahol a vevők kiszolgálása mellett, sokszor őt bízták meg az áru fuvarozásával is. A San Gabriel hegység és Fresno között vezető úton rendre végigszáguldott, gyorsasága pedig idővel feltűnést keltett. Fiatal korában előszeretettel illették a "durva" jelzővel. Indulatos fiú volt, aki sűrűn keveredett verekedésekbe, balhékba. Környezete nem sok jót jósolt neki.

## Pályafutása
A húszas évek végén kezdett autóversenyeken indulni. Még ekkoriban alakult ki az a babonája, hogy egy pár gyerekcipőt akasztott autójába. Kelly a dél-kaliforniai Legion Ascot dirtpályán bontogatta szárnyát, majd ahogy az évek alatt egyre jobb eredményei voltak, 1932-ben megkísérelte kvalifikálni magát az Indianapolisi 500-ra. Ez sikerült neki, és a tizenkettedik helyen ért célba a rangos versenyen. Az Indy 500 után az ascoti futamokon volt eredményes, és hamar az ország legjobbjai közt emlegették. 1933-ban tizenkilencedik lett Indianapolis-ban, és Ascotban is tovább gyűjtötte a sikereit. Népszerű lett a rajongók között, de versenytársai nem kedvelték agresszív stílusa miatt.

## Halála
Tüdőtágulat következtében hunyt el, 1970. június 30-án. Kaliforniában, Glenn megyében nyugszik.